# A・R・ラフマーン
A・R・ラフマーン（A.R. Rahman、本名:Allah Rakha Rahman、タミル語:ஏ.ஆர்.ரஹ்மான்、誕生名:A・S・ディリープ・クマール、1966年1月6日 - )は、インドの作曲家、キーボーディスト、歌手。タミル・ナードゥ州チェンナイ出身で、同地にスタジオを持つ。映画音楽の作曲で知られ、2009年、『スラムドッグ$ミリオネア』でゴールデングローブ賞 作曲賞、第81回アカデミー賞で作曲賞、歌曲賞など、多数の賞を受賞した。2016年福岡アジア文化賞大賞受賞。
最も売れたアーティスト一覧によると、シングル・アルバムの総売上枚数が3億枚と、アジア人最高を誇る。

## 来歴
9歳の頃、マラヤーラム語映画の映画音楽作曲家であった父親が死去し、家計を支えるために、1978年からキーボード奏者として、様々な楽団で演奏する。青年期にはスーフィズムに傾倒し、カッワーリーの巨匠ヌスラット・ファテー・アリー・ハーンの影響を受けた。1987年から1992年までの間に、300曲以上のコマーシャルソングを提供する。2000年から音楽ディレクターとして、50本以上の映画音楽を担当した。2006年、自身のレーベルとして「KM Music」を設立し、2008年にはチェンナイに「KM Music Conservatory」を設立した。2009年タイム誌「世界で最も影響力のある100人」に選出された。

## 受賞歴
- 1992年 - タミル・ナードゥ州映画賞最優秀音楽監督賞（『ロージャー』）、ナショナル・フィルムアワード最優秀音楽監督賞（『ロージャー』）
- 1993年 - フィルムフェア賞南インド部門最優秀音楽監督賞（『ロージャー』）
- 1994年 - サンスクリット賞（サンスクリット財団より）
- 1996年 - モーリシャス賞、マレーシア賞
- 2000年 - インド国勲章パドマ・シュリー章 国際インド映画アカデミー賞最優秀音楽監督賞（Taal)
- 2008年 - アメリカ放送映画批評家協会賞作曲賞（Critics’ChoiceAward）（『スラムドッグ $ミリオネア』）
- 2009年 - 第81回米国アカデミー賞 作曲賞、歌曲賞（『スラムドッグ$ミリオネア』）、英国アカデミー賞 最優秀映画音楽賞（『スラムドッグ$ミリオネア』）、ゴールデン・グローブ賞 作曲賞 （『スラムドッグ$ミリオネア』）、グラミー賞 映画・テレビ・映像メディアサウンドトラック・アルバム賞（『スラムドッグ $ミリオネア』）、 楽曲賞（Jai Ho）
- 2010年 - インド国勲章パドマ・ブーシャン章
- 2011年 - アメリカ放送映画批評家協会賞（Critics’ Choice Awards）歌曲賞（『127 時間』）

## 映画作品

### 1990年代
- ロージャー - Roja (1992) ※デビュー作
- インディラ Indira (1995)
- ボンベイ - Bombay (1995)
- ムトゥ 踊るマハラジャ - Muthu (1995)
- インドの仕置人 - Indian (1996)
- マドラスカレッジ大通り - Kadhal Desam (1996)
- イルヴァール - Iruvar (1997)
- ジーンズ 世界は2人のために - Jeans (1998)
- ディル・セ 心から - Dil Se.. (1998)
- パダヤッパ 〜いつでも俺はマジだぜ!〜 - Padayappa (1999)

### 2000年代
- ラガーン - Lagaan (2001)
- バーバー - Baba (2002)
- ヘブン・アンド・アース - Warriors of Heaven and Earth (2003)
- とらわれの水 - Water (2005)
- ボス その男シヴァージ - Sivaji (2007)
- エリザベス:ゴールデン・エイジ - Elizabeth: The Golden Age (2007)
- スラムドッグ$ミリオネア - Slumdog Millionaire (2008)
- デリー6 - Delhi-6 (2009)

### 2010年代
- ロボット The Robot (2010)
- 127時間 127 Hours (2010)
- ピープル・ライク・アス People Like Us (2012)
- Lingaa リンガー Lingaa (2014)
- マッスル 踊る稲妻 I (2015)
- 英国総督 最後の家 Viceroy's House (2017)
- SANJU サンジュ Sanju (2018)
- ロボット2.0 2.0 (2018)
- カセットテープ・ダイアリーズ Blinded by the Light (2019)
- 響け!情熱のムリダンガム Sarvam Thaala Mayam (2019)

### 2020年代
- PS1 黄金の河 Ponniyin Selvan: I (2022)
- PS2 大いなる船出 Ponniyin Selvan: II (2023)

## 非映画作品

### ミュージカル
- Bombay Dreams

### ミュージック・ビデオ
- Jaya Gana Mana